# Nu Hydrae
Nu Hydrae (La tinh hóa từ v Hydrae) là một ngôi sao có ánh sáng màu cam nằm trong chòm sao Trường Xà tại vị trí gần với ranh giới của chòm sao lân cận là Cự Tước. Cấp sao biểu kiến của nó là 3,115, tức là nó đủ độ sáng để cho chúng ta nhìn thấy bằng mắt thường. Dựa trên giá trị thị sai, khoảng cách xấp xỉ của ngôi sao này với trái đất của chúng ta là 144 năm ánh sáng (tương đương 44 parsec).
Quang phổ của ngôi sao này là K0/K1 III, trong đó III nghĩa là nó là một ngôi sao khổng lồ đã hút kiệt hydro ở lõi của nó và đã tiến hóa ra khỏi dãy chính. Bán kính của nó gấp 21 lần bán kính mặt trời với độ sáng gấp 151 lần mặt trời. Nhiệt độ hiệu dụng nơi quang cầu của nó là khoảng 4335 Kelvin, do đó, nó là một ngôi sao loại K có ánh sáng màu cam.
Nu Hydrae phát ra tia X với cường độ 6,6 x 1028 erg trên một giây. Tỉ lệ các nguyên tố khác so với hydro và heli (tức là độ kim loại) thì bằng một nửa của mặt trời. Nó có chuyển động riêng (tiếng Anh: Proper Motion) tương đối cao thông qua thiên cầu, tức là nó có tốc độ riêng (tiếng Anh: Peculiar Velocity) cao hơn gấp 3 lần các thiên thể lân cận.
Nu Hydrae là định danh mới của 4 Crateris.

## Dữ liệu hiện tại
Theo như quan sát, đây là ngôi sao nằm trong chòm sao Trường Xà và dưới đây là một số dữ liệu khác:
Xích kinh 10h 49m 37.48875s
Độ nghiêng –16° 11′ 37.1360″
Cấp sao biểu kiến 3.115
Cấp sao tuyệt đối −0.11
Vận tốc hướng tâm 1,2 km/s
Loại quang phổ K0/K1 III
Giá trị thị sai 22,09 +/- 0,23 mas